# Isodromus puncticeps
Isodromus puncticeps är en stekelart som först beskrevs av Howard 1885.  Isodromus puncticeps ingår i släktet Isodromus och familjen sköldlussteklar. Inga underarter finns listade i Catalogue of Life.